# パウラ (小惑星)
パウラ (1314 Paula) は小惑星帯に位置するS型小惑星である。ベルギーの天文学者シルヴァン・アランがベルギー王立天文台で発見した。
アランの妻に因んで名付けられた。